# 博芝山
博芝山（박지산）是一座位于韓國江原道平昌郡的山峰，主峰標高海拔1394公尺。